# Jhonny Rentería
Jhonny Alexander Rentería Jiménez, né le 26 mars 1997, est un athlète colombien spécialiste du sprint.
En juin 2018 à Cochabamba, il court le 100 m en 10 s 18 ; il bat également le record national du relais 4 x 100 m en 38 s 97. 
Il améliore son record personnel en 2024 au Grand Prix Mario Paz de Cochabamba, remportant la course en 10 s 09.
Le 18 juin à Bilbao, il descend sous les 10 s et bat le record national que détenait Ronal Longa depuis 2023. Avec 9 s 97 il réalise les minima pour les Jeux olympiques. A Paris il échoue au stade des séries.

## Palmarès
| Date | Compétition                    | Lieu      | Résultat | Épreuve   | Temps   |
| ---- | ------------------------------ | --------- | -------- | --------- | ------- |
| 2017 | Championnats d'Amérique du Sud | Luque     | 2e       | 4 × 100 m | 39 s 67 |
| 2019 | Championnats d'Amérique du Sud | Lima      | 3e       | 4 × 100 m | 39 s 94 |
| 2021 | Championnats d'Amérique du Sud | Guayaquil | 2e       | 4 × 100 m | 39 s 65 |

## Records
| Épreuve    | Performance | Lieu   | Date         |
| ---------- | ----------- | ------ | ------------ |
| 100 mètres | 9 s 97 (NR) | Bilbao | 18 juin 2024 |